# Precious (伊藤由奈の曲)
「Precious」（プレシャス）は、伊藤由奈の3枚目のシングル。2006年5月3日発売。発売元はソニー・ミュージックレコーズ。

## 解説
- 前作からわずか2ヶ月でリリースされた。
- 同年公開の邦画実写映画で興行収入第1位となった『LIMIT OF LOVE海猿』の主題歌としてロングヒットとなった。

## 収録曲
1. Precious
（作詞：野口圭 / 作曲：田中隼人 / 編曲：Maestro-T / ストリングスアレンジ：弦一徹）
2. I'm Free
（作詞：H.U.B. / 作曲・編曲：田中隼人）
3. Secrets
（作詞：結城麗花、伊藤由奈 / 作曲・編曲：田中直）
4. Precious -Instrumental-

## カバー
Precious
- 坂部剛 - アルバム『ピアノ・カフェ〜秋の恋歌』にインスト曲としてピアノ演奏で収録。
- エリック・マーティン - カバーアルバム『MR.VOCALIST』に全編英語詞で収録。
- 林そよか - アルバム『DIVAピアノ ～ピアノが奏でる、歌姫たちのメロディー』にインスト曲としてピアノ演奏で収録。
- Aimer - インディーズ時代の配信限定カバーアルバム『Your favorite things』（配信終了）およびメジャーデビュー後に発売されたカバーアルバム『Bitter & Sweet』（『Your favorite things』の収録曲全曲を含む）に収録。
- May J. - カバーアルバム『Summer Ballad Covers』に収録。
- 蘭寿とむ - アルバム「Le Ange（ル アンジュ）」（2015年10月21日）収録[1]
- Noa - カバー・アルバム『愛がなければ』に収録。
- 麻珠（Little Glee Monster） - 自身が属していたボーカルグループがインディーズ時代のミニアルバム『Little Glee Monster』に収録
- 島津亜矢 - カバーアルバム『SINGER 7』（2021年3月28日）収録。
- 遥海 - オリジナルアレンジのオーケストラ演奏とのライブ・アンサンブルをワンカットで切り取る2021年6月開始の企画「With ensemble」にてYouTube配信

## Precious -wedding extended ver.-
「Precious -wedding extended ver.-」（プレシャス -ウェディング・エクステンデッド・バージョン-）は、伊藤由奈の1作目のデジタル・シングル。2006年6月30日配信限定リリース。発売元はソニー・ミュージックレコーズ。

### 解説
- 「Precious (サビver.)」の着うたの100万ダウンロード突破を記念して本作が配信限定リリースされた。
- ウエディング業界のカンパニー「リビエラ」とのコラボレーション作品。また、配信開始日と同日にオープンした「RIVIERA AOYAMA」（リビエラ青山）のオープニングパーティーで初披露された。
- 後に1stアルバム『HEART』に収録された。